# Vasilij Livanov
Vasilij Borisovitj Livanov (ryska: Василий Борисович Ливанов; född 19 juli 1935 i Moskva) är en rysk skådespelare.
1969 började Livanov att göra rösten till krokodilen Gena i den populära sovjetiska barnserien "Drutten och Gena" som så småningom blev en igenkänd barnserie även i Sverige. Ett av hans mest kända spelfilmer han medverkade i var i de ryska versionerna av Sherlock Holmes där Vasilij Livanov gestaltade detektiven Sherlock Holmes. Första filmen gjordes 1979. Därefter spelade Livanov i flera Sherlock Holmes långfilmer.
År 2006 erhöll han den Brittiska Imperieorden.